# Пятеро из Тёсю

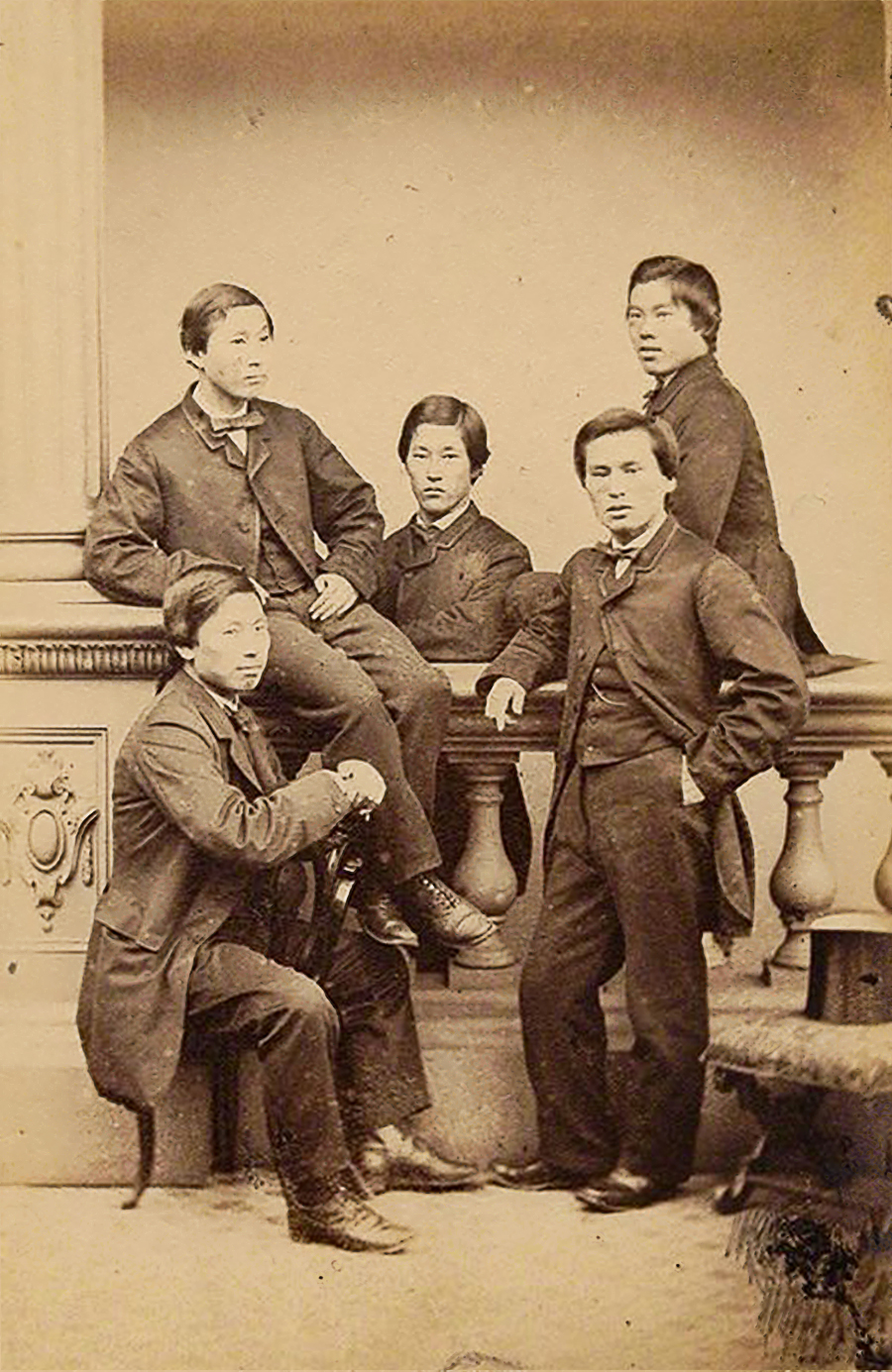
Пятеро в Лондоне. Слева направо: в верхнем ряду Эндо Кинсукэ, Иноуэ Масару и Ито Хиробуми, в нижнем — Иноуэ Каору и Ямао Ёдзо

Пятеро из Тёсю (яп. 長州五傑 Тё:сю: Гокэцу) — пятеро юношей из японского княжества Тёсю, тайно уехавшие в Великобританию в Университетский колледж Лондона на стажировку в 1863 году. Поездка была организована руководством княжества в обход запрета сёгуната, проводившего политику сакоку.

## Список «Пятерых из Тёсю»

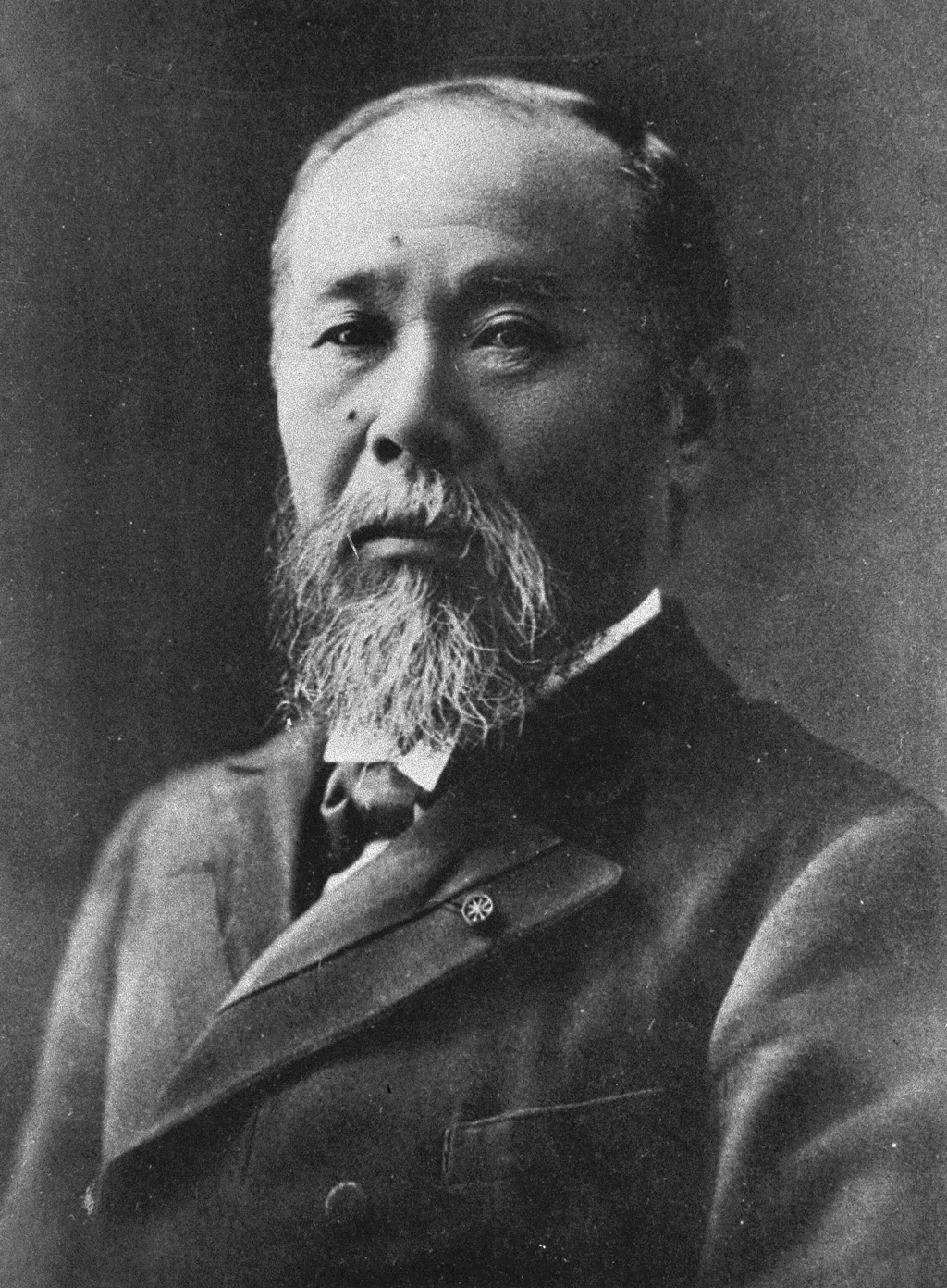
Ито Сюнсукэ (позже Ито Хиробуми)
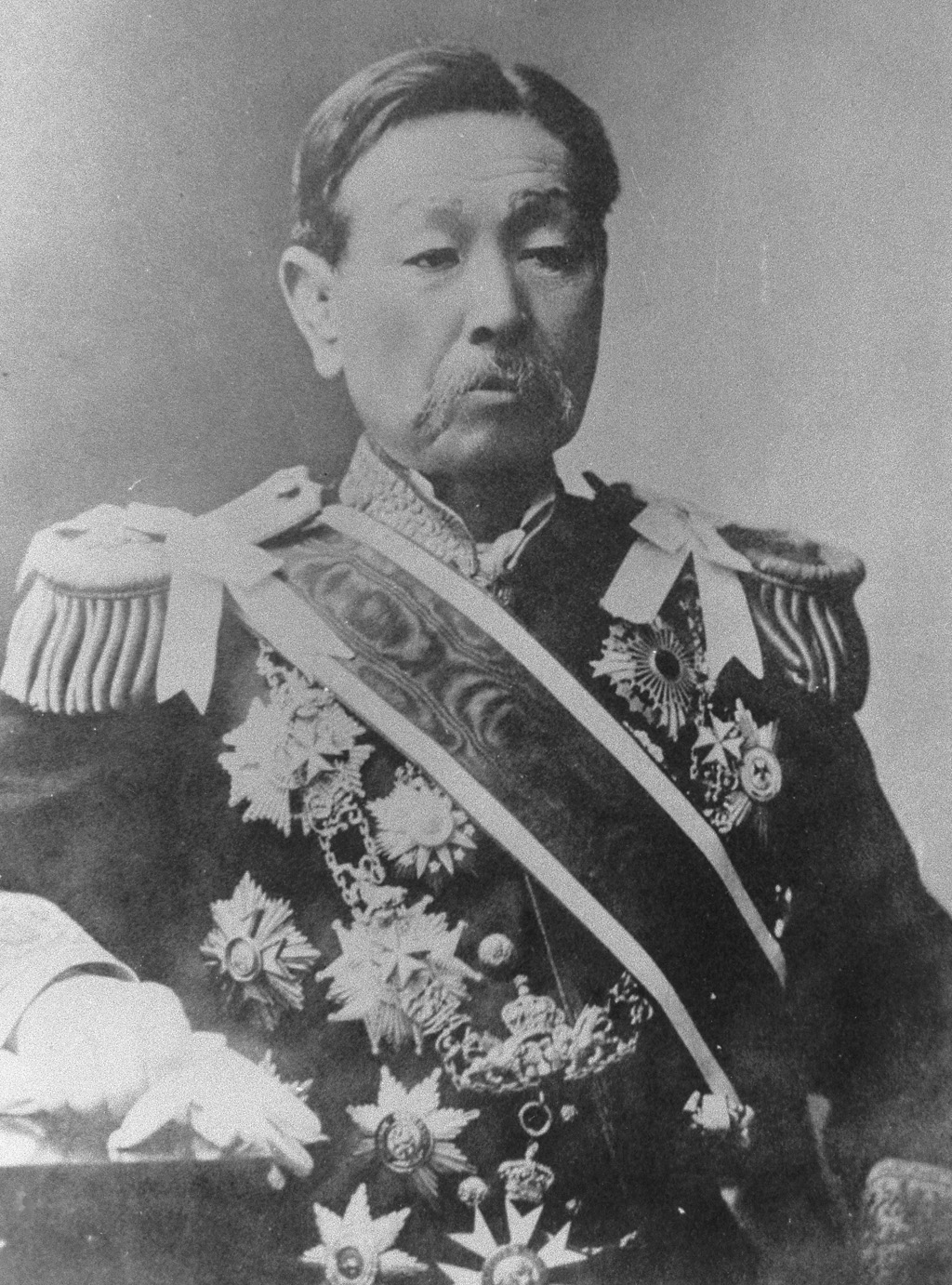
Иноуэ Монта (позже Иноуэ Каору)
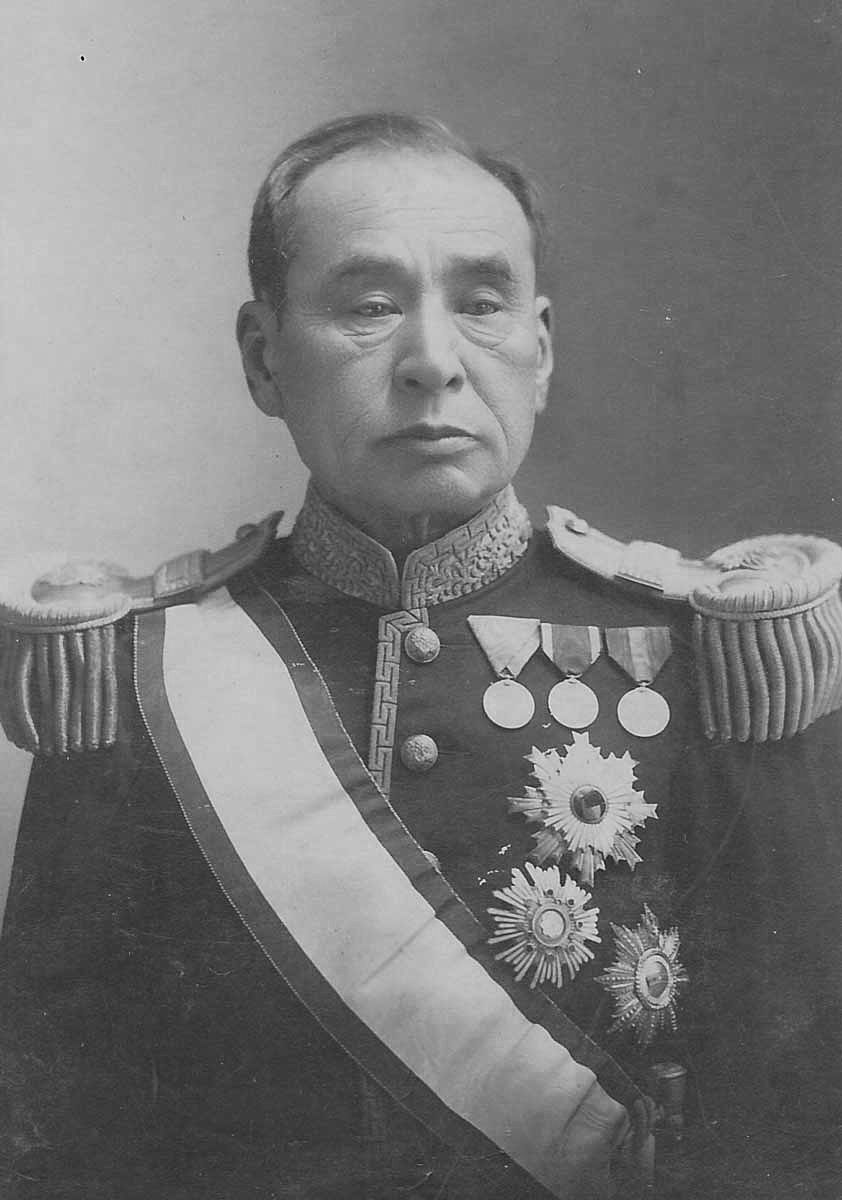
Ямао Ёдзо
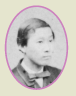
Эндо Кинсукэ[англ.]
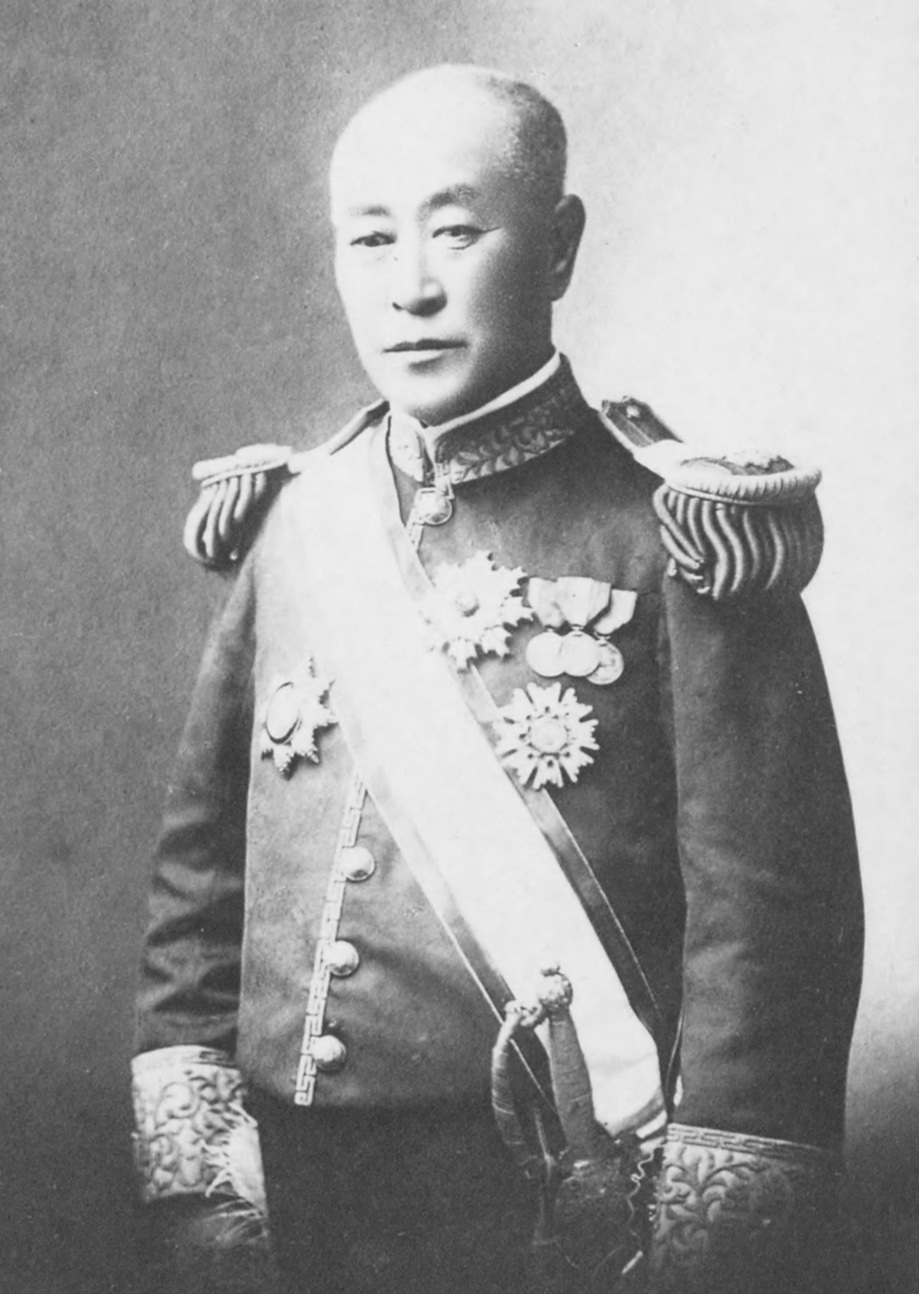
Номура Якити[англ.] (позже Иноуэ Масару)

## Путешествие
Молодых людей отвезли в Нагасаки, переодели в форму английских моряков и вывезли в Шанхай. Там их разделили на две группы и отвезли в Лондон. Поездка заняла шесть месяцев. В течение этого срока Ито Хиробуми и Иноуэ Каору работали моряками на корабле «Пегас» (англ. Pegasus), решив таким образом заплатить за своё путешествие. В Лондоне пятеро юношей учились у профессора Александра Уильяма Вильямсона. Однако Ито и Иноуэ пробыли в Великобритании всего две недели: узнав о конфликте между руководством Тёсю и иностранными державами по вопросу прохода через пролив Симоносеки, они вернулись домой, чтобы попытаться убедить руководство княжества воздержаться от войны. Остальные остались в Великобритании на более длительный срок.

## Дальнейшая судьба
Все пятеро сыграли значительную роль в истории Японии.
Эндо Кинсукэ стал дипломатом, но больше всего он известен как начальник Монетного двора в Осаке. Он сумел наладить чеканку монет без помощи иностранных инженеров.
Иноуэ Масару известен как «отец японских железных дорог». Он возглавлял Департамент по строительству железных дорог и под его руководством была проложена первая в Японии железная дорога между Токио и Йокогамой.
Ямао Ёдзо возглавил судостроительную верфь в Йокогаме и работал заместителем министра общественных работ и инженерии. Ямао был убежденным сторонником технической модернизации Японии, под его руководством был открыт ряд инженерных колледжей. Кроме того, он открыл школу для глухих и слепых. В течение 36-ти лет Ямао Ёдзо был президентом Инженерного общества Японии.
Иноуэ Каору вошел в число ближайших советников императора — гэнро, был первым министром иностранных дел Японии. Также он занимал должности министра общественных работ, министра земледелия, министра внутренних дел и специального посланника Японии в Корее.
Ито Хиробуми удалось совершить самую значительную карьеру из всех пятерых. Он четыре раза занимал пост премьер-министра Японии, четыре раза возглавлял Тайный Совет, дважды занимал пост министра внутренних дел, по одному разу — министра юстиции и иностранных дел. Он был автором Конституции Мэйдзи и первым генерал-резидентом Кореи. Как и Иноуэ, Ито входил в число гэнро. Ито Хиробуми был первым председателем верхней палаты парламента Японии и первым главой партии Риккэн Сэйюкай. В 1907 году ему был присвоен титул князя — высший по системе кадзоку, созданной по инициативе самого Ито. Ито Хиробуми принадлежит ведущая роль в процессах присоединения Рюкю и Кореи к Японии.

## Фильм
В 2007 году в Японии был снят фильм «Пятеро из Тёсю».